# Nawabganj Sadar
Nawabganj Sadar (en bengali : নবাবগঞ্জ সদর) est une upazila du Bangladesh dans le district de Nawabganj. En 1991, on y dénombrait 389 524 habitants.